# 杜纳特乌帕齐拉
杜纳特乌帕齐拉是孟加拉国的一个乌帕齐拉，位于拉傑沙希專區的博格拉县。杜纳特塔纳创建于1962年，后于1983年改建制为乌帕齐拉。

## 地理
杜纳特乌帕齐拉总面积为247.73平方公里（95.65平方英里）。地处贾木纳河流域，北接加布塔利乌帕齐拉与萨里阿坎蒂乌帕齐拉，东南部与锡拉杰甘杰县接壤，西部与谢尔布尔和沙贾汉布尔乌帕齐拉相邻。

## 人口
据2011年孟加拉国人口普查，杜纳特乌帕齐拉共有75897户人家，总计555014人口，其中7.8%居住在城区，10.3%年龄低于五岁。该地7岁以上人口之平均识字率为35.6%，低于全国平均值（51.8%）。